# Pine Hill (Nueva Jersey)
Pine Hill es un borough ubicado en el condado de Camden en el estado estadounidense de Nueva Jersey. En el año 2010 tenía una población de 10.233 habitantes y una densidad poblacional de 993,5 personas por km².

## Geografía
Pine Hill se encuentra ubicado en las coordenadas 39°47′12″N 74°59′08″O / 39.78667, -74.98556.

## Demografía
Según la Oficina del Censo en 2000 los ingresos medios por hogar en la localidad eran de $42.035 y los ingresos medios por familia eran 50.040 $. Los hombres tenían unos ingresos medios de 36.277 $ frente a los 29.826 $ para las mujeres. La renta per cápita para la localidad era de 18.613 $. Alrededor del 7,1% de la población estaba por debajo del umbral de pobreza.